# Tales of Halloween
Tales of Halloween és una pel·lícula d'antologia de comèdia de terror nord-americana de 2015 que consta de deu segments entrellaçats, cadascun girant al voltant de la festivitat de Halloween. Els segments van ser dirigits per Neil Marshall, Darren Lynn Bousman, Axelle Carolyn, Lucky McKee, Andrew Kasch, Paul Solet, John Skipp, Adam Gierasch, Jace Anderson, Mike Mendez, Ryan Schifrin, i Dave Parker. Pel·lícula de debut de Jack Dylan Grazer, fou estrenada a nivell mundial el 24 de juliol de 2015, al FanTasia. Va ser llançat en una versió limitada i mitjançant vídeo a la carta el 16 d'octubre de 2015 per Epic Pictures.

## Sinopsi
Un petit poble estatunidenc durant la nit de Halloween es converteix en un caos: malediccions, fantasmes, assassins, monstres i altres desgràcies són només algunes de les coses que viu aquest poble durant aquesta nit i els confiats residents hauran de sobreviure la nit, narrat mitjançant deu històries aterridores que ocorren totes en la nit d'Halloween i que estan connectades les unes amb les altres, acompanyades ocasionalment pel comentari d'una DJ (Adrienne Barbeau).

### Sweet Tooth
Mikey (Daniel DiMaggio) és un nen que gaudeix de menjar dolços durant Halloween. Els seus pares (Greg Grunberg i Clare Kramer, repetint els seus rols del film Big Ass Spider!), el deixen a càrrec de la seva mainadera, Lizzy (Madison Iseman), qui convida al seu xicot Kyle a veure La nit dels morts vivents. Kyle li conta la història de "Sweet Tooth" o "Tim el Golut" l'esperit venjatiu d'un nen que realitzava el truc o tracte tots els anys però els seus cruels pares mai el deixaven menjar dolços i, en adonar-se que aquests es menjaven totes les seves llaminadures, duu a terme un atroç acte en venjança. Ara Kyle tem que Sweet Tooth vingui per ell, per la qual cosa decideix deixar un dolç per a Sweet Tooth, a pesar que Lizzy li diu que és solament un conte. Lizzy i Kyle es mengen els dolços, després de la qual cosa són assassinats per Sweet Tooth, qui perdona a Mikey. En la història "Bad Seed" es revela que Mikey va ser detingut, creient-lo culpable dels assassinats.

### The Night Billy Raised Hell
Obligat per la seva germana gran i el seu xicot, Billy intenta gastar-li una broma al seu veí, el Sr. Abbadon (Barry Bostwick), No obstant això, aquest el descobreix i el porta a l'interior de la seva casa però, en lloc de castigar-lo decideix, després de revelar-se com un dimoni, ensenyar-li com fer una "veritable broma de halloween", la qual cosa portarà infernals conseqüències per a les altres persones. Es revela que Billy va estar lligat tot el temps i que el Sr. Abbadon va estar acompanyat pel dimoni Mordecai caracteritzat com ell. En tornar, el Sr. Abbadon allibera Billy, qui posteriorment és disparat per la policia.

### Trick
Nelson (Trent Haaga), Maria (Tiffany Shepis), James (John F. Beach) i Caittlyn (Casey Ruggieri) estan reunits a la casa de Nelson, lliurant dolços als nens, mirant cinema de terror i fumant marihuana. De sobte, el grup d'amics és brutalment atacat sense causa aparent per un grup de nens disfressats. quedant Maria com l'única supervivent. A través d'unes imatges del seu telèfon, es revela que els quatre amics conformaven un grup de psicòpates dedicats a segrestar i torturar nens per diversió. Els nens aconsegueixen alliberar una nena mantinguda presonera, qui es venja de Caitlyn donant-li un destralada al cap.

### The Weak and the Weaked
Alice (Grace Phipps) és la líder d'un grup de sàdics bravucones que torturen als més febles durant la nit d'Halloween. Abans que Alice pugui cremar-li la planta dels peus a un noi disfressat de vaquer amb un cigarret, un altre jove es presenta disfressat de dimoni i els abusadores comencen a perseguir-ho. Després d'atrapar-ho i colpejar-ho, veuen que el jove resulta ser Jimmy, una antiga víctima qui ha planejat una diabòlica venjança en contra d'Alice i el seu grup en represàlia per una atrocitat comesa temps enrere.

### Grin Grimming Ghosts
Lynn és una dona que s'espanta fàcilment, Durant una festa en Halloween, la seva mare (Lin Shaye) conta la història del fantasma d'una jove abusada anomenada Mary Balley. Mary tenia el rostre desfigurat i li treia els ulls a qui gosés mirar-la directament. En el camí de retorn a casa l'acte de Lynn sofreix una avaria i accidentalment fa fallida el seu telèfon cel·lular, amb el que no pot demanar ajuda i es veu obligada a tornar caminant. En el camí sent que una figura l'està perseguint però, havent escoltat la història contada per la seva mare, es nega a donar-se volta. Aconsegueix arribar a la seva casa i, quan es recolza en la butaca, troba que Mary Belley està asseguda darrere seu.

### Ding Dong
Un any enrere, Bobbie (Pollyanna McIntosh) estava afligida per no tenir fills. El seu espòs Jack (Marc Senter), la compadeix i en la nit d'Halloween va vestir el gos amb una disfressa de Gretel, amb l'objectiu d'animar-la. Això l'altera i revela la seva veritable forma: un dimoni de pell acolorida amb múltiples braços. En el present, Jack està disfressat de Hansel i ella com la bruixa de Hansel i Gretel. Més tard, Jack confessa que es va sotmetre a una vasectomia, ja que considera que ella és molt inestable per poder criar a un fill. Bobbie torna a adoptar la seva forma diabòlica, i llança Jack al forn, que ara té aspecte infernal. Després, ella es fon i mor.

### This Means War
Boris (Dana Gould) és un home senzill que gaudeix de fer un decorat tradicional durant la nit d'Halloween. Quan Dante (James Duval), un home gens cortès, aficionat al Heavy metall i a l'horror sagnant es muda, posa un decorat aterridor al seu jardí, tots dos homes competeixen per tenir la millor decoració, alhora que intenten sabotejar la de l'altre. Finalment s'enfronten a cops de puny davant del veïnat i tots dos acaben morts en quedar empalats en les restes de les decoracions arruïnades.

### Friday The 31st
En una paròdia a la saga Divendres 13, un assassino serial (Nick Principe) similar a Jason Voorhees, ha matat una noia sexy disfressada de Dorothy (Amanda Moyer), després d'haver assassinat a tots els seus amics. No obstant això, es troba amb un OVNI i amb un extraterrestre qui li demana dolç o truc. L'assassí mata a l'extraterrestre, però les seves restes es fiquen en la boca de la noia assassinada, posseint-la. Ella i l'assassí s'enfronten, ella armada amb una motoserra i ell amb un ganxo. Tots dos acaben decapitant-se mútuament, després de la qual cosa l'extraterrestre surt del cos de la jove i torna a la nau espacial, emportant-se el cap de l'assassí com a "dolç" d'Halloween.

### The Ransom of Rusty Rex
En la nit d'Halloween, dos ex-assaltants de bancs planegen donar el cop de les seves vides, segrestant Rusty Rex, el fill de l'acabalat amo d'una companyia i demanar un milionari rescat. No obstant això, quan contacten al pare per a discutir els acords del rescat, el pare de Rusty, Jedediah, es burla dels lladres dient-los que "no saben en el que s'han ficat" i agraeix als incauts delinqüents per haver-lo "alliberat", els segrestadors aviat descobreixen que el petit Rusty no és el que sembla i que han comès el pitjor i potser l'últim error de les seves vides.

### Bad Seed
Una sèrie de misteriosos i sagnants assassinats de nens i persones decapitades durant Halloween, porta a la detectiva McNally (Kristina Klebe) a una persecució per tot el poble i, amb l'ajuda del forense Bob, descobreixen la macabra identitat de l'atacant i una aterridora amenaça.

## Repartiment

### Envoltant
- Adrienne Barbeau[4] - DJ

Sweet Tooth:
- Hunter Smith - Sweet Tooth
- Cameron Easton - Timothy Blake
- Caroline Williams - Mrs. Blake
- Robert Rusler - Mr. Blake
- Clare Kramer - Lt. Brandt-Mathis
- Greg Grunberg - Alex Mathis
- Austin Falk - Kyle
- Madison Iseman - Lizzy
- Daniel DiMaggio - Mikey

The Night Billy Raised Hell:
- Barry Bostwick - Mr. Abbadon
- Marcus Eckert - Billy
- Christophe Zajac-Denek - Mordecai/Little Devil
- Ben Stillwell - Todd
- Natalis Castillo - Britney
- Adam Pascal - Dentist
- Adrianne Curry - Herself
- Rafael Jordan - Alien

Trick:
- John F. Beach - James
- Tiffany Shepis - Maria
- Casey Ruggieri - Catilyn
- Trent Haaga - Nelson
- Marnie McKendry - Princess
- Rebekah McKendry - Mother
- Mia Page - Girl/Witch
- Clayton Keller - Alien
- Sage Stewart - Devil Girl

The Weak and the Wicked:
- Keir Gilchrist - Jimmy Henson
- Grace Phipps - Alice
- Booboo Stewart - Isaac
- Noah Segan - Bart
- Jack Dylan Grazer - Younger Jimmy Henson
- Katie Silverman - Younger Alice
- Matt Merchant - Demon

Grin Grimming Ghosts:
- Alex Essoe - Lynn/Victorian Woman
- Lin Shaye - Lynn's Mother/Pirate
- Liesel Hanson - Mary Bailey
- Barbara Crampton - Witch
- Lisa Marie - Victorian Widow
- Mick Garris - Erik, The Phantom of the Opera
- Stuart Gordon - Sherlock Holmes
- Anubis - Baby

Ding Dong:
- Marc Senter - Jack
- Pollyanna McIntosh - Bobbie
- Lily Von Woodenshoe - Gretel
- Vanessa Menendez - Lone Child's Mother
- Lucas Armandaris - Lone Child
- Daniel DiMaggio - Mikey
- Mia Page - Girl/Witch
- Sage Stewart - Devil Girl
- Ben Woolf - Rusty Rex
- Aidan Gail - Child Fireman
- Mo Meinhart - Witch
- Gavin Keathley - Child Jake Gyllenhaal
- Felissa Rose - Parent

This Means War:
- Dana Gould - Boris
- James Duval - Dante
- Elissa Dowling - Velma
- Graham Denman - Ziggy
- Thomas Blake Jr. - Axl
- Sean Clark - Tytan
- Buz Wallick - Danzy
- Joshua Lou Friedman - Butch
- Jennifer Wenger - Vicki
- Michael Monterastelli - Goober
- Graham Skipper - Cop/Hellman
- Adam Green - Cop/Carlo
- Lombardo Boyar - Gambling Neighbor
- Cody Goodfellow - Drunken Neighbor
- Frank Blocker - Judge Moustache
- Andy Merrill - Neighbor
- Frank Dietz - Neighbor
- Noel Jason Scott - Nosferatu
- Shaked Berenson - Detective/Masked Wrestler

Friday the 31st:
- Amanda Moyer - Dorothy
- Jennifer Wenger - Possessed Dorothy
- Nick Principe - Killer

The Ransom of Rusty Rex:
- John Landis[4] - Jebediah Rex
- Ben Woolf - Rusty Rex
- Jose Pablo Cantillo - Dutch
- Sam Witwer - Hank

Bad Seed:
- Kristina Klebe - Detective McNally
- Pat Healy - Forensic Bob
- Greg McLean - Ray Bishop
- Cerina Vincent - Ellen Bishop
- John Savage - Captain J.G. Zimmerman
- Dana Renee Ashmore - Coroner #1
- Dylan Struzan - Coroner #1
- Drew Struzan - Rembrandt
- Nicole Laino - Cheryl
- Aidan Gail - Kevin
- Graham Skipper - Cop/Hellman
- Adam Green - Cop/Carlo
- Monette Moio - Cheerleader Girl
- Noah Nevins - Cheerleader Boyfriend
- Joe Dante - Professor Milo Gottleib[4]
- Alexandra Fritz - Pirate

## Estrena
La pel·lícula es va estrenar al FanTasia de Mont-real el 24 de juliol de 2015. També va ser seleccionada com a pel·lícula de la nit d'obertura a Wizard World Chicago també com el London FrightFest Film Festival, on va tancar l'esdeveniment anual el 31 d'agost de 2015, empatant amb la seva estrena europea. La pel·lícula es va estrenar en una estrena limitada i a través de vídeo a la carta el 16 d'octubre de 2015.

## Recepció
La recepció de "Tales of Halloween" ha estat positiva, amb Rotten Tomatoes certificant-lo "fresc" amb una puntuació del 79%. El consens del lloc diu: "Tales Of Halloween compta amb una sèrie d'ensurts divertits i és, en general, més coherent que moltes pel·lícules d'antologia de terror, fins i tot no és tan fosca o desagradable com els clàssics del gènere".
Michael Gingold, escrivint per Fangoria, la va anomenar "Ben produïda amb el seu pressupost modest" i li va donar tres cranis i mig de cada quatre. Kalyn Corrigan de Bloody Disgusting la va anomenar "una addició divertida i exuberant al subgènere de les pel·lícules d'antologia de terror". Katie Rife de The A.V. Club li va donar una "B" dient que la pel·lícula "podria convertir-la en una nova tradició anual a les llars amants del terror". Rob Hunter de Film School Rejects va escriure "Tales of Halloween és molt divertida, però és difícil no desitjar que més de les històries tinguessin com a objectiu objectius més foscos, més terrorífics i més impactants. Tot i així, l'actitud d'EC Comics troba una nova llar amb Carolyn i el seu equip, i amb sort la pel·lícula generarà una nova tradició de Halloween de pel·lícules d'antologia divertides, sagnants i esgarrifoses destacades per ràfegues curtes i desordenades de talent de gènere."
Dennis Harvey de Variety va donar a la pel·lícula una crítica variada, qualificant els segments de "prou polits però totalment rutinaris" i dient que "fins i tot els millors, tanmateix, es veuen frenats per la brevetat de desenvolupar idees ximples en qualsevol cosa realment memorable."